# Cavagnago
Cavagnago é uma comuna da Suíça, no Cantão Tessino, com cerca de 88 habitantes. Estende-se por uma área de 6,67 km², de densidade populacional de 13 hab/km². Confina com as seguintes comunas: Acquarossa, Anzonico, Giornico, Sobrio.
A língua oficial nesta comuna é o Italiano.